# 董凤基
董凤基（1937年5月—），山东高唐县人，中华人民共和国政治人物。

## 生平
1958年9月至1960年9月，菏泽农业专科学校农学专业学生；1960年9月至1966年10月，担任博兴、桓台县农业局助理技术员、技术员。1966年6月，加入中国共产党。1966年10月至1970年10月，担任桓台县广播站编辑、站长；1970年10月至1973年1月桓台县革委报道组、宣传组组长；1973年1月至1975年5月，担任桓台县委委员、宣传组组长；1975年5月至1977年11月桓台县委委员，马桥公社党委书记、革委主任；1977年11月至1978年6月，担任中共邹平县委副书记。1978年6月至1980年11月，担任邹平县委书记、县革委主任；1980年11月至1986年6月，担任邹平县委书记、人武部政委；1986年6月至1988年3月，担任中共惠民地委副书记。1988年3月至1992年2月，担任中共惠民地委书记、军分区党委第一书记；1992年2月至1992年3月，担任中共山东省委常委，惠民地委书记、军分区党委第一书记。1992年3月至1998年4月，担任中共山东省委常委、宣传部部长，中国孔子基金会副会长，山东省对外文化交流协会会长。1998年4月，在山东省第九届人民代表大会第一次会议上当选为山东省人民代表大会常务委员会副主任。